# نيوليبرالية
النيوليبرالية هي فكر آيديولوجي مبني على الليبرالية الاقتصادية التي هي المكوّن الاقتصادي لليبرالية الكلاسيكية والذي يمثل تأييد الرأسمالية المطلقة وعدم تدخل الدولة في الاقتصاد.
يشير تعبير «النيوليبرالية» إلى تبني سياسة اقتصادية تقلل من دور الدولة وتزيد من دور القطاع الخاص قدر المستطاع، وتسعى النيوليبرالية لتحويل السيطرة على الاقتصاد من الحكومة إلى القطاع الخاص بدعوى أن ذلك يزيد من كفاءة الحكومة ويحسن الحالة الاقتصادية للبلد.
يرمز هذا التعبير عادة إلى السياسات الرأسمالية المطلقة وتأييد اقتصاد عدم التدخل وتقليص القطاع العام إلى أدنى حد والسماح بأقصى حرية في السوق، ويستخدمه بعض اليساريين كتعبير ازدرائي لما قد يعتبره بعضهم خطة لنشر الرأسمالية الأمريكية في العالم، من جهة اُخرى يعتبر بعض المحافظين والليبرتاريين هذا التعبير خاصا باليساريين يستخدمونه لتشويه فكرة السوق الحر.
وللفظ «النيوليبرالية» مدلول قديم انقرض استعماله حاليا وهو الذي أطلقه الاقتصادي الألماني ألكسندر روستوف على الليبرالية الاشتراكية وهو أول من اقترح الشكل الألماني لهذا التوجه الاقتصادي.

## المصطلح

### المنشأ
استُخدم هذا المصطلح سابقًا باللغة الإنكليزية في عام 1898 من قبل الاقتصادي الفرنسي تشارلز جايد لوصف معتقدات الإيطالي مافيو بانتاليوني الاقتصادية، مع المصطلح الفرنسي «نيو-ليبيغاليزم» الموجود مُسبقًا، وقد استُخدم المصطلح لاحقًا من قبل أشخاص آخرين، بما في ذلك استخدام الاقتصادي الليبرالي الكلاسيكي ميلتون فريدمان له في مقالته التي نشرها عام 1951 «النيو ليبرالية وآفاقها».
اقتُرح مصطلح «النيو ليبرالية» في ندوة والتر ليبمان عام 1938 من بين العديد من المصطلحات الأخرى، واختير في نهاية المطاف ليُستخدم من أجل وصف مجموعة معينة من المعتقدات الاقتصادية، إذ عرّفت الندوة مفهوم النيو ليبرالية على أنها تتضمن «أولوية آلية الأسعار، والمؤسسات الحرة، ونظام المنافسة، والدولة القوية والنزيهة».
إن تطبيق «النيو ليبرالية» يعني الدعوة إلى سياسة اقتصادية عصرية مع تدخل من جانب الدولة، الذي سبب بدوره اشتباكًا مع «معسكر الليبراليين الكلاسيكيين المعارض القائم على سياسة عدم التدخل»، مثل الليبرالي لودفيج فون ميزس. لقد فهم معظم الباحثين في خمسينيات وستينيات القرن العشرين النيو ليبرالية على أنها مصطلح يشير إلى اقتصاد السوق الاجتماعي ومنظريه الاقتصاديين الرئيسيين مثل يوكين، وروكبي، وروستو، ومولر-أرماك. على الرغم من أن فريدريش فون هايك قد امتلك روابط فكرية مع النيو ليبراليين الألمان، إلا أنه لم يُذكر اسمه إلا بفترات متباعدة بالتزامن مع النيو ليبرالية خلال فترة تطبيقها، وذلك بسبب موقفه المؤيد للسوق الحر.
استخدم باحثو المعارضة هذا المصطلح خلال الحكم العسكري في عهد أوغستو بينوشيه (1973 - 1990) في تشيلي، لوصف الإصلاحات الاقتصادية المنفذة هناك وأنصارها «شيكاغو بويز».
انتشر هذا المصطلح في دراسة الاقتصاد السياسي باللغة الإسبانية بمجرد اعتماد معناه الجديد بين الباحثين الناطقين باللغة الإسبانية. وفقًا لإحدى الدراسات التي شملت 148 مقالةً عملية، لم تُعرّف النيو ليبرالية بشكل مطلق، ولكنها استُخدمت في عدة مجالات لوصف الإيديولوجية أو النظرية الاقتصادية أو نظرية التنمية أو سياسة الإصلاح الاقتصادي، إذ أصبح إلى حد كبير مصطلحًا يُستخدم للإدانة، ويوظفه النقاد ليشيروا إلى أصولية السوق الأقرب إلى مبادئ الحُكم لدى الليبراليين من أفكار أولئك الذي حضروا الندوة في الأصل، وهو الأمر الذي سبب بعض الجدل حول المعنى الدقيق للمصطلح وفائدته باعتباره مُصطلحًا واصفًا في العلوم الاجتماعية، لا سيما وأن عدد أنواع اقتصادات السوق المختلفة قد انتشر بشكل واسع في السنوات الأخيرة.
تُعتبر حركة وسط اليسار حركة أخرى من حركات النيو ليبرالية الأمريكية التي استخدمت مصطلح «النيو ليبرالية» لوصف إيديولوجيتها التي تشكلت في الولايات المتحدة الأمريكية خلال سبعينيات القرن العشرين.
وفقًا للمعلق السياسي ديفيد بروكس، اعتُبر كل من آل غور وبيل كلينتون من الساسة الليبراليين البارزين في الحزب الديمقراطي الأمريكي.
تآلف النيو ليبراليون مع مجلتي ذا نيو ريبابليك وواشنطن الشهرية، إذ كان تشارلز بيترز هو «الأب الروحي» لهذا الإصدار من النيو ليبرالية، والذي نشر في عام 1983 «بيان النيو ليبرالية».

## الخلفية التاريخية

### الليبرالية
تجد الليبرالية جذورها الفكرية من خلال المساهمات الفكرية لآباء الفكر الليبرالي منذ القرن السابع عشر وبخاصة جون لوك. وساهم عصر التنوير بكتابه سواء في فرنسا أو في انجلترا في دفع الأفكار الليبرالية. وكانت أسماء مونتسكيو وكوندورسيه وفولتير ودافيد هيوم من الأسماء اللامعة في سماء الليبرالية. ومع ذلك تظل المدرسة الإسكتلندية في التنوير هي الأساس في إعطاء الليبرالية شكلها المتكامل، وخاصة مع دافيد هيوم وآدم سميث. وبرغم أن كتابات جون ستيوارت مل عن مذهب المنفعة حيناً، وتحبيذه لبعض أشكال التدخل الاشتراكي أحياناً أخرى تلقى بعض الظلال على أفكاره الليبرالية، فإن كتاباته وخاصة «عن الحرية» تمثل العمدة في الفكر الليبرالي التقليدي.
والفكر الليبرالي ليس فقط دعوة إلى الحرية، ولكنه بالدرجة الأولى دعوة إلى الفردية، واحترام مجال خاص يتمتع فيه الفرد باستقلاله وحريته دون تدخل أو إزعاج. والليبرالية بهذا المعنى لا تقتصر على الديمقراطية بالمعنى الإغريقي القديم بضرورة المشاركة في اختيار الحكام، ولكنها تتجاوز ذلك إلى ضرورة الاعتراف بحقوق أساسية خاصة للأفراد لا يجوز المساس بها. ومن هنا كانت الديمقراطية الوحيدة التي تتفق مع الفكر الليبرالي، هي الديمقراطية الدستورية أي التي تضع حدوداً على كل سلطة حماية لمجال خاص لحرمة الأفراد في أموالهم وحرياتهم.

### ظهور تعريف النيوليبرالية
يعود ظهور النيوليبرالية كتعريف لمجموعة من المعتقدات الاقتصادية على يد الاقتصادي الألماني ألكسندر روستوف عام 1938، والذي كان واحدا من مجموعة صغيرة من المفكرين الأوروبيين والأمريكيين الذين بدأوا بالتنظم حول ضرورة إعادة تعريف القيم الليبرالية في إطار التسائلات عقب الأزمة الإقتصادية في ثلاثينيات القرن العشرين. وبالرغم من خلفياتهم الفكرية المختلفة، إلا ان النيوليبراليين الأوائل وجدو قضية مشتركة تتمثل في مقاومة صعود الفكر الجمعي الذي تجذر عبر أطياف الفكر السياسي: الإشتراكية والفاشية وعدد لا بأس به من الليبراليين انفسهم، وإعلائهم لقيم «المجتمع» و«الجماعة»، والتخطيط العقلاني والتصميم المؤسسي، الأمر الذي شعر النيوليبراليون بأنه لن يقود إلّا إلى الشمولية والقنانة.

### عودة صعود النيوليبرالية
وإذا كانت الثورة المجيدة في انجلترا عام 1688 أول اعتراف سياسي بالنظام الليبرالي، فقد استقرت الثورة الليبرالية بوجه خاص مع الثورة الفرنسية عام 1789 وقبلها الأمريكية عام 1776. وكان الاعتقاد أن الطريق أمام الليبرالية قد فتح إلى غير عودة، وإذا بالقرن التاسع عشر يحفل بالدعوات الشمولية وضرورة تدخل الدولة، ويسخر من دعوات الفردية والحرية. وعشنا في القرن العشرين تجارب النظم التدخلية والشمولية من فاشية ونازية وأخيراً ماركسية. وحتى الدول التي احتفظت بالتراث الليبرالي بشكل عام، فإنها لم تلبث أن أفسحت المجال لتدخل متزايد للدولة في مختلف مجالات النشاط الاقتصادي والاجتماعي تحت تأثير نظرية كينز في الاقتصاد من ناحية، ولضغط الأحزاب العمالية ذات الإتجاهات الاشتراكية من ناحية أخرى. وهكذا ساد الانطباع بأن الليبرالية هي من تراث الماضي الذي لا يتجاوب مع حقائق العصر. وبعد مائتي عام على قيام الثورة الفرنسية-داعية الحرية والليبرالية- إذا بالنظام الماركسي يتحلل في الاتحاد السوفيتي ودول الكتلة الشرقية اعتباراً من عام 1989. وبدأ الحديث من جديد عن الليبرالية الجديدة يفرض نفسه على رقعة متزايدة من العالم.
إن التيار الفكري الاقتصادي الذي ساعد على عودة هذه الليبرالية الجديدة، نجد أنه متشعب يجد في بذوره مدارس متعددة، فالمدرسة النقدية الجديدة ساعدت بشكل ما على تدعيم الفكر الليبرالي الجديد بإلقاء بذور الشك في مدى قدرة الحكومات على تحقيق الاستقرار الاقتصادي عن طريق السياسات المالية وعجز الموازنة. ويرى أنصارها -على العكس- أن الإستثمار الخاص أقدر وأكفأ من الاستثمار العام، ومن هنا أهمية التأثير في النشاط الاقتصادي عن طريق النقدية بدلاً من السياسة المالية وبخاصة عجز المزازنة. كذلك فإن المؤسسية الجديدة، وقد أولت اهتمامها لتوفير المناخ والظروف المؤسسية المناسبة للنشاط الخاص، تعتبر رافداً من روافد الليبرالية الجديدة.

## الأفكار الليبرالية
إذ ظلت الأفكار الليبرالية الجديدة أمينة على تراثها في احترام التقاليد الفردية في ضرورة احترام الحقوق الأساسية للأفراد، ووضع القواعد والضوابط على مختلف أشكال السلطة، فإنها تؤمن بأن للدولة دوراً أساسياً لا يجوز التغاضي عنه، فهي ليست داعية -كما يشاع- لعدم تدخل الدولة أو لشعار «دع الأمور تجري في أعنتها». فالخلاف بين الفكر الليبرالي والنظم غير الليبرالية- بالإضافة إلى ضرورة احترام حقوق الإنسان ووضع الضوابط الدستورية على السلطات ينصرف إلى شكل تدخل الدولة وليس مضمونه. فعلى الدولة مسئولية تحقيق الاستقرار الاقتصادي وتوفير شروط وضمانات التقدم، وتوفير العدالة الاجتماعية. ولكن الدولة تتدخل في كل ذلك عن طريق السياسات وليس عن طريق الأوامر. وبوجه خاص فإن الدولة لا تقوم بالإنتاج بنفسها- إلا في ظروف استثنائية- ولكنها تؤثر في ظروف الإنتاج عن طريق السياسات المالية والنقدية. فالدولة الليبرالية هي دولة القانون (بالإنجليزية: Rule of Law)‏ وليست دولة الأوامر (بالإنجليزية: Command Economy)‏.
يظل فردريك فون هايك أهم الأسماء في الدعوة إلى الليبرالية في وقت بدا فيه أن الفردية والفكر الليبرالي قد انزويا إلى غير رجعة، وإليه ترجع معظم الروافد المختلفة التي تصب في المجرى العام للفكر الليبرالي، فالنقديون الجدد وكذا المدرسة المؤسسيةالجديدة وغيرهم يرون في هايك الأب الروحي.